# GR-43 (Spanje)

De GR-43

De GR-43 is een autovía in Andalusië. De snelweg van 11,7 kilometer verbindt Granada met Pinos Puente. Het deel tussen Atarfe en Pinos Puente werd in 2021 geopend.